# David Don
David Don (Forfar, 21 december 1799 - 15 december 1841) was een Schots botanicus. Hij beschreef verschillende soorten coniferen.
Zijn vader, George Don, was opzichter van de Royal Botanic Garden Edinburgh en zijn oudere broer, ook George geheten, was net als hij botanicus.
David Don was van 1836 tot 1841 hoogleraar in de plantkunde aan King's College London. Van 1822 tot 1841 was hij de bibliothecaris van de Linnean Society of London. Daarnaast was hij bibliothecaris van zijn collega Aylmer Bourke Lambert. Voor hem stelde hij Prodromus florae Nepalensis (1825) samen.
Don beschreef verschillende coniferen die in de 19e eeuw werden ontdekt, zoals de kustmammoetboom, de reuzenzilverspar, de bristlecone fir en de Coulter pine. Hij was tevens de eerste die Japanse ceder behandelde als behorende tot een ander geslacht (Cupressus japonica, nu Cryptomeria japonica). Hij gaf het orchideeëngeslacht Pleione ook z'n naam.
Zijn auteursaanduiding is D.Don.
- Author citation (botany): D.Don
- CiNii: DA12467200
- Gemeinsame Normdatei: 117650595
- International Standard Name Identifier: 0000 0000 5378 7733
- Library of Congress Control Number: no95009630
- Nederlandse Thesaurus van Auteursnamen: 288270894
- LIBRIS: 257514
- SNAC: w69h88zp
- Système universitaire de documentation: 085210544
- Museum of New Zealand Te Papa Tongarewa: 50441
- Virtual International Authority File: 309877182
- WorldCat: E39PBJqFHXGKbGMcxTRvggptrq